# Garry Bocaly
Garry Bocaly (Schœlcher, 19 april 1988) is een Frans voetballer die bij voorkeur als rechtsback speelt.

## Clubcarrière
Bocaly is een jeugdproduct van Olympique Marseille. Op 5 maart 2006 maakte hij zijn debuut als 17-jarige tegen Paris Saint-Germain in bizarre omstandigheden. Omdat de voorzitter van Olympique Marseille Papa Diouf wou protesteren tegen het gebrek aan veiligheidsmaatregelen in het Parc des Princes stelde L'OM een B-ploeg op, met spelers uit de amateurreeks en de jeugdacademie. Bocaly kende een prima debuut tegen rechtstreekse tegenstander Jérôme Rothen. De jonkies hielden PSG op een 0-0. Op 14 april 2006 tekende Bocaly zijn eerste profcontract. Nadat Marseille Laurent Bonnart aantrok, werd Bocaly uitgeleend aan toenmalig Ligue 2-club Libourne. Een jaar later werd hij uitgeleend aan Montpellier. Hij keerde terug in juli 2009, maar werd op 28 januari 2010 weer verhuurd aan Montpellier. In juni 2010 tekende hij een definitief contract bij de Zuid-Franse club. Op 20 mei 2012 won hij met zijn club de Ligue 1. Hij verruilde in juli 2014 Montpellier voor Arles-Avignon.

## Erelijst

### Club
Montpellier
- Ligue 1: 2011/12